# Эберштейн, Вильгельм Людвиг Готтлоб фон
Вильгельм Людвиг Готтлоб фон Эберштейн (10 ноября 1762, Мораг, Зангерхаузене — 4 февраля 1805) — германский учёный-философ, научный писатель, преподаватель.
Родился в богатой семье барона, владевшего медным рудником. Под влиянием отца с детства имел интерес к геологии и горному делу и впоследствии поступил в университет Фрайбурга изучать горные науки. Затем совместно со своим дядей приступил к практическим занятиям горным делом в Требре, однако из-за слабого здоровья решил вскоре оставить эту сферу деятельности, удалился в родовое имение и решил полностью посвятить себя изучению немецкой философии. Женился 30 ноября 1800 года, умер менее чем через пять лет после этого.
Главный его труд по истории философии — «Versuch einer Geschichte der Logik und Metaphysik der Deutschen bis auf die gegenwärtige Zeit» (1794 и 1799 годы). Другие труды его авторства: «Ueber meine Parteilichkeit, vorzüglich einen Widerspruch des Herrn Kant betreffend» (1800); «Beschaffenheit der Logik und Metaphysik bei den reinen Peripatetiken» (1800). Его «Natürliche Theologie der Scholastiker» (1803) ещё в конце XIX века признавалось одним лучших сочинений по данному вопросу.